# Rhoptria obsoleta
Rhoptria obsoleta là một loài bướm đêm trong họ Geometridae.